# Carlos Muñoz Cobo
Carlos Muñoz Cobo (* 25. August 1961 in Úbeda, Andalusien) ist ein ehemaliger spanischer Fußballspieler auf der Position des Stürmers.

## Leben
Muñoz begann seine Profikarriere in der Saison 1983/84 beim FC Barcelona Atlètic und spielte in der Rückrunde der Saison 1984/85 für den Erstliga-Aufsteiger FC Elche, mit dem er jedoch ebenso aus der Primera División abstieg wie in der darauffolgenden Saison 1985/86 mit Hércules Alicante.
Ein Jahr später schaffte er mit dem Aufsteiger Real Murcia zwar den Klassenerhalt zum Saisonende 1986/87, erfuhr aber insofern einen „persönlichen Abstieg“, als er 1987/88 beim Zweitligisten Real Oviedo unter Vertrag stand, mit dem ihm aber der sofortige Aufstieg ins Fußballoberhaus gelang. Obwohl Oviedo seine mit Abstand längste Spielerstation werden sollte, spielte er in der Saison 1988/89 zunächst für Atlético Madrid, ehe er nach Oviedo zurückkehrte und dort für die nächsten sieben Jahre bis 1996 unter Vertrag stand.
Zum Abschluss seiner aktiven Laufbahn wechselte er nach Mexiko, wo er zunächst beim Puebla FC und zuletzt bei den Lobos de la BUAP unter Vertrag stand. Gleich in seiner ersten Spielzeit in Mexiko wurde er mit 15 Treffern, die er im Winterturnier 1996 erzielte, Torschützenkönig der mexikanischen Primera División.
Zwischen 1990 und 1991 absolvierte Carlos Muñoz sechs Länderspieleinsätze für die spanische Nationalmannschaft, bei denen er ebenso viele Tore erzielte. Sein Debüt fand am 12. September 1990 beim 3:0-Sieg gegen Brasilien statt, zu dem er sogleich ein Tor beisteuerte.

## Erfolge
- Torschützenkönig der mexikanischen Primera División: Winter 1996